# Соссе (Кот-д’Ор)
Соссе́ (фр. Saussey) — коммуна во Франции, находится в регионе Бургундия. Департамент коммуны — Кот-д’Ор. Входит в состав кантона Блиньи-сюр-Уш. Округ коммуны — Бон.
Код INSEE коммуны — 21588.

## Население
Население коммуны на 2010 год составляло 84 человека.
| 1962 | 1968 | 1975 | 1982 | 1990 | 1999 | 2010 |
| ---- | ---- | ---- | ---- | ---- | ---- | ---- |
| 145  | 137  | 132  | 102  | 85   | 85   | 84   |

## Экономика
В 2010 году среди 51 человека трудоспособного возраста (15—64 лет) 43 были экономически активными, 8 — неактивными (показатель активности — 84,3 %, в 1999 году было 66,0 %). Из 43 активных жителей работали 42 человека (21 мужчина и 21 женщина), безработной была 1 женщина. Среди 8 неактивных 3 человека были учениками или студентами, 4 — пенсионерами, 1 был неактивным по другим причинам.